# Рибосомний білок L5
Рибосомний білок L5 (англ. Ribosomal protein L5) – білок, який кодується геном RPL5, розташованим у людей на короткому плечі 1-ї хромосоми. Довжина поліпептидного ланцюга білка становить 297 амінокислот, а молекулярна маса — 34 363.
| 10         |  | 20         |  | 30         |  | 40         |  | 50         |
| ---------- |  | ---------- |  | ---------- |  | ---------- |  | ---------- |
| MGFVKVVKNK |  | AYFKRYQVKF |  | RRRREGKTDY |  | YARKRLVIQD |  | KNKYNTPKYR |
| MIVRVTNRDI |  | ICQIAYARIE |  | GDMIVCAAYA |  | HELPKYGVKV |  | GLTNYAAAYC |
| TGLLLARRLL |  | NRFGMDKIYE |  | GQVEVTGDEY |  | NVESIDGQPG |  | AFTCYLDAGL |
| ARTTTGNKVF |  | GALKGAVDGG |  | LSIPHSTKRF |  | PGYDSESKEF |  | NAEVHRKHIM |
| GQNVADYMRY |  | LMEEDEDAYK |  | KQFSQYIKNS |  | VTPDMMEEMY |  | KKAHAAIREN |
| PVYEKKPKKE |  | VKKKRWNRPK |  | MSLAQKKDRV |  | AQKKASFLRA |  | QERAAES    |

A: Аланін

C: Цистеїн

D: Аспарагінова кислота

E: Глутамінова кислота

F: Фенілаланін

G: Гліцин

H: Гістидин

I: Ізолейцин

K: Лізин

L: Лейцин

M: Метіонін

N: Аспарагін

P: Пролін

Q: Глутамін

R: Аргінін

S: Серин

T: Треонін

V: Валін

W: Триптофан

Цей білок за функціями належить до рибонуклеопротеїнів, рибосомних білків. 
Білок має сайт для зв'язування з РНК, рРНК. 
Локалізований у цитоплазмі, ядрі.